# Fede sarda

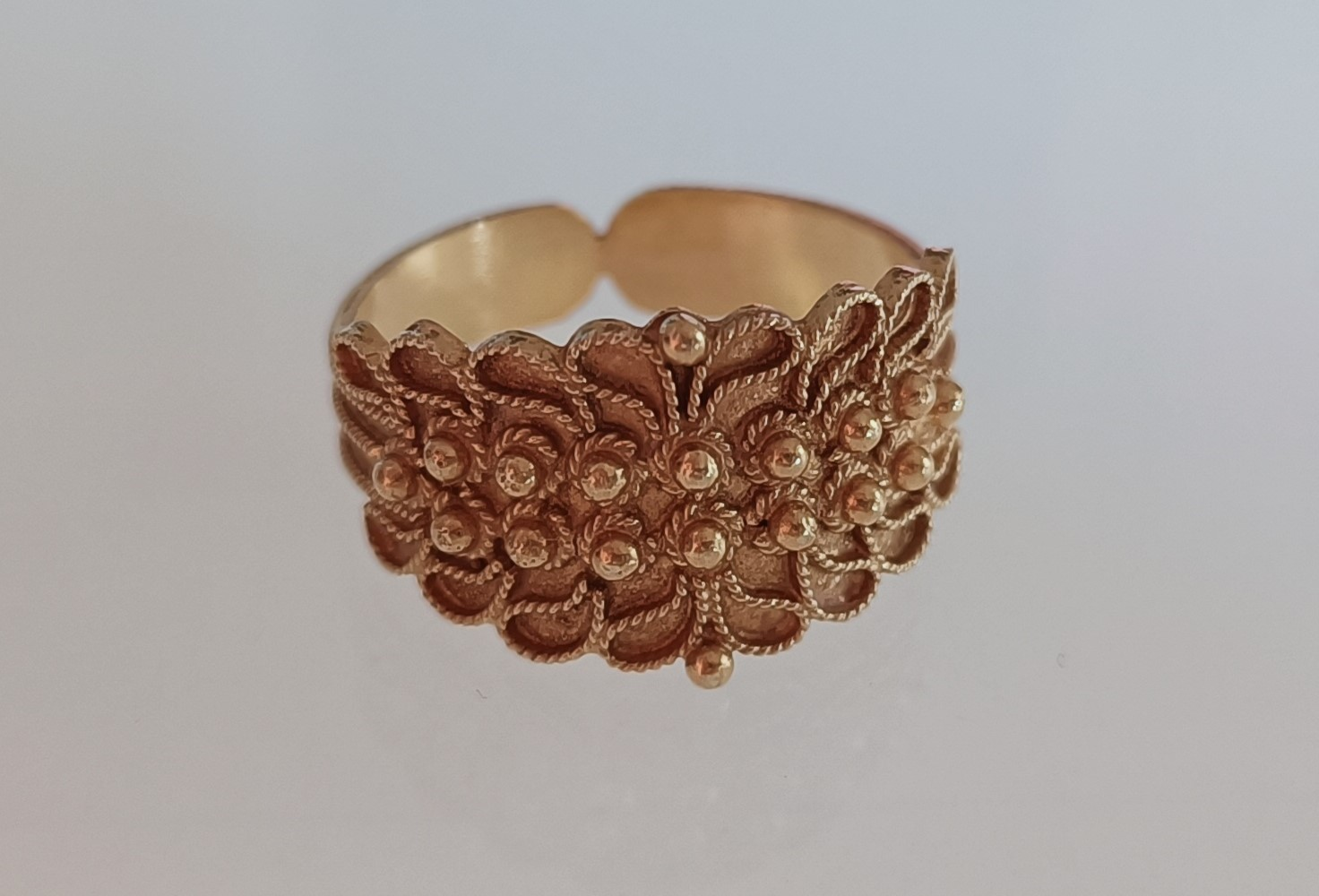
Fede sarda campidanese

La fede sarda è un tipo di anello femminile in filigrana solitamente donato dal futuro sposo in occasione della richiesta formale di matrimonio, ma spesso anche in occasioni speciali, come la nascita di un figlio.

## Storia
La sua origine è molto antica e si ritiene che simboleggi il germoglio del grano, rappresentando un simbolo di fertilità. Due fedi sarde furono rinvenute, assieme ad altri effetti personali, nel corso della terza campagna di scavi sul relitto sottomarino del brigantino Mercure del Regno italico. I resti della nave si trovano sui fondali dell'Adriatico al largo di Lignano Sabbiadoro.  Dato che presumibilmente sulla nave non erano presenti donne, si ipotizza che i due anelli appartenessero a marinai sardi che vi prestavano servizio e che forse rappresentassero un pegno d'amore o un ricordo delle loro amate.

## Descrizione
È un gioiello forgiato in quattro fili d'argento o oro su cui vengono microsaldate quattro file di piccole sfere del diametro di 0,1 mm cesellate e a loro volta microsaldate tra loro, solitamente circondate da altre sfere più piccole.
Tradizionalmente l'anello non è chiuso, ma rimane aperto nel lato del dito rivolto verso il palmo della mano. La fede sarda è stata definita «uno dei più bei prodotti dell'artigianato sardo». A volte è anche utilizzata come souvenir.
In alcuni casi viene tramandata di madre in figlia in occasioni speciali, diventando un vero e proprio cimelio di famiglia.